# 尼科拉斯·史拉德
尼科拉斯·史拉德（英語：Nicholas Ryan Swirad，1991年5月28日—），是一名出生于英格兰的马来西亚足球运动员。司职中后卫，目前效力马来西亚超级足球联赛球会斯里彭亨。

## 荣誉

### 俱乐部
农布阿皮查亚
- 泰乙联赛冠军：2020–2021